# Oxyprosopus angulicollis
Oxyprosopus angulicollis là một loài bọ cánh cứng trong họ Cerambycidae.